# Prêmio Japão (NHK)
Prêmio Japão é uma competição internacional criada pela NHK em 1965 para reconhecer a excelência dos programas televisivos educativos. A partir de 2008, o prêmio passou a laurear também vídeos, filmes, websites, jogos eletrônicos e outros tipo de mídia audiovisual que difundam a educação.